# Раздобарино (Тверская область)
Раздобарино — деревня в Кимрском районе Тверской области. Входит в состав Ильинского сельского поселения.

## География
Находится в юго-восточной части Тверской области на расстоянии приблизительно 16 км на запад-северо-запад по прямой от районного центра города Кимры в левобережной части района.

## История
Известна была с 1628 года как деревня из 4 дворов, владение старицы Ирины Мстиславской, с 1645 года новое владение московского Архангельского собора. В 1780- х годах 27 дворов, в 1806 — 15. В 1859 году здесь (деревня Корчевского уезда Тверской губернии) было учтено 17 дворов, в 1887 — 19.

## Население
Численность населения: 106 человек (1780-е годы), 108 (1806 год), 122 (1859 год), 121 (1887), 6 (русские 100 %) в 2002 году, 1 в 2010.